# Santo Stefano in Aspromonte

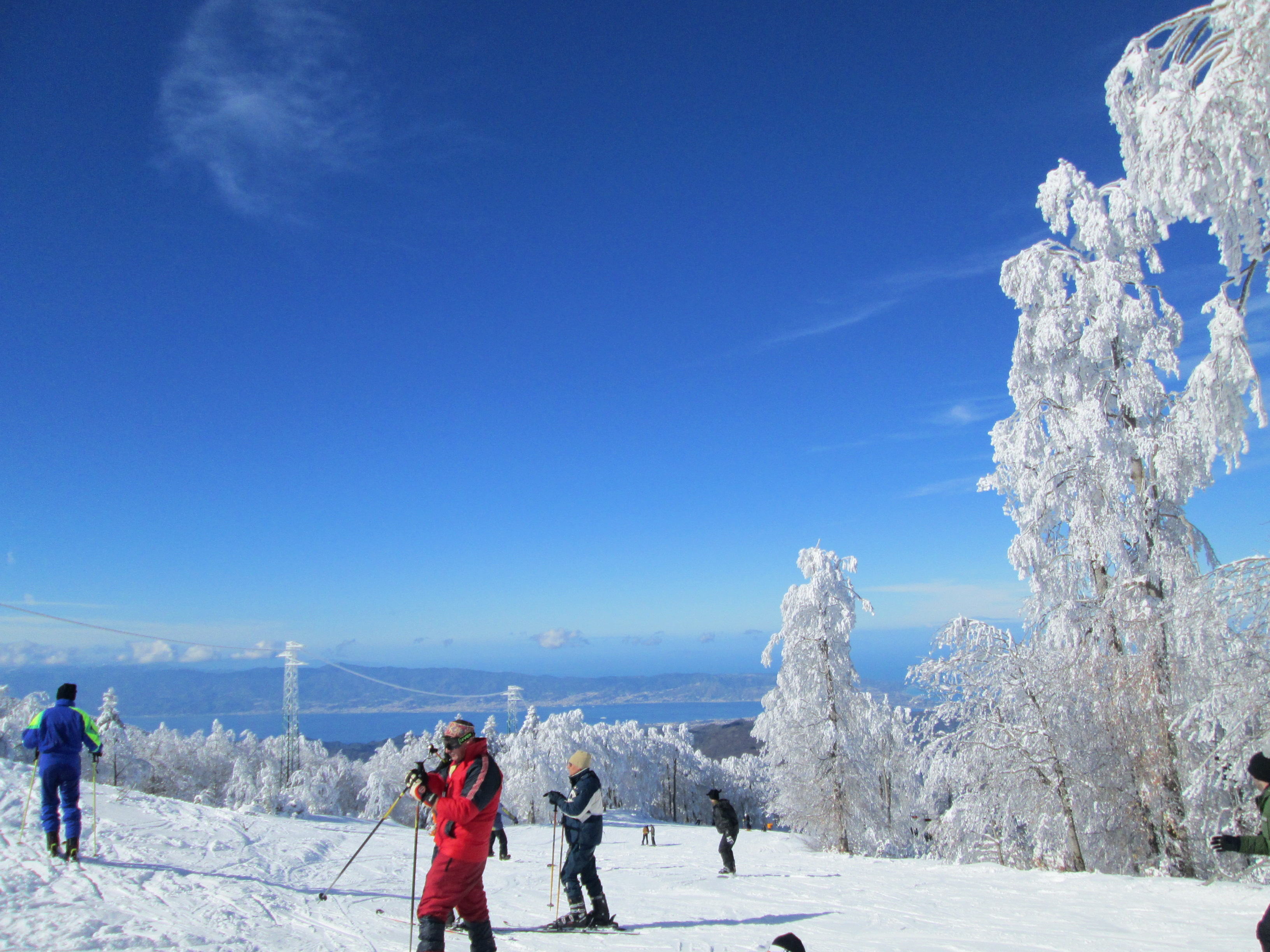
la estación de esquí de Gambarie sobre el estrecho de Messina

Santo Stefano in Aspromonte es un municipio sito en el territorio de la provincia de Reggio Calabria, en Calabria (Italia). En su territorio es la estación de esquí de Gambarie con vistas al Estrecho de Messina.

## Demografía
| Gráfica de evolución demográfica de Santo Stefano in Aspromonte entre 1861 y 2001 |
|                                                                                   |
| Fuente ISTAT - elaboración gráfica a cargo de Wikipedia                           |

## Enlaces
- Giuseppe Musolino